# Victor Bockris
Victor Bockris (nascido em 1949) é um autor nascido na Inglaterra, mas radicado nos Estados Unidos. Escreve principalmente biografias de artistas, escritores e músicos.
Ele escreveu sobre Lou Reed (e The Velvet Underground), Andy Warhol, Keith Richards, William S. Burroughs, Terry Southern, Blondie, Patti Smith e Muhammad Ali. Ele também ajudou a escrever as autobiografias de John Cale e Bebe Buell.
Bockris nasceu em Sussex, em 1949; sua família se mudou para Pensilvânia quando ele tinha quatro anos. Ele se formou pela Universidade da Pensilvânia, onde ambos seus pais trabalhavam, em 1971. Ainda na Filadélfia, ele fundou a Telegraph Books
Mudou-se para Nova Iorque em 1973 e associou-se a Warhol e Burroughs. Trabalhou para Warhol na Factory e publicou várias obras na revista de Warhol, Interview, frequentemente em colaboração com Andrew Wylie, hoje em dia mais conhecido como agente literário. Bockris também publicou na Hight Times, Gadfly e Drummer.
Seu livro Beat Punks explora as relações entra os artisas boêmios de 1950 (os Beats) e de 1970 (os Punks).